# Abos
Abos é uma comuna francesa na região administrativa da Nova Aquitânia, no departamento dos Pirenéus Atlânticos. Estende-se por uma área de 8,4 km². Em 2010 a comuna tinha 552 habitantes (densidade: 65,7 hab./km²).